# 緑木検車場

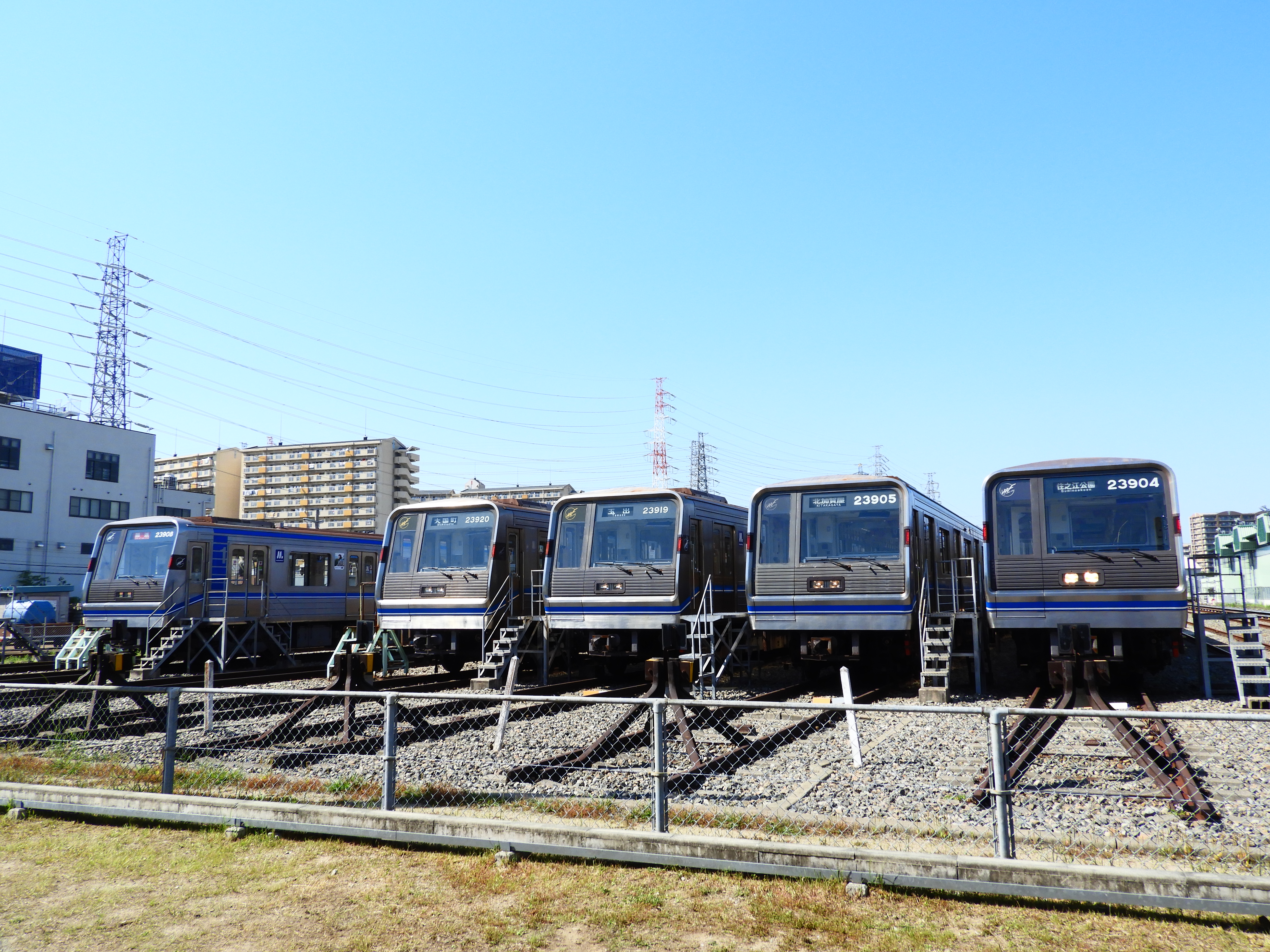
緑木検車場（2019年5月）

緑木検車場（みどりぎけんしゃじょう）は、大阪府大阪市住之江区緑木1にある大阪市高速電気軌道（Osaka Metro）の検車場である。
本項では併設されている緑木車両工場についても述べる。

## 概要
Osaka Metro四つ橋線で使用される車両を受け持つ検車場で、北加賀屋駅から入出庫線を介してつながっている。
また、車両工場が併設されており、Osaka Metroの第三軌条方式の全ての車両（御堂筋線、四つ橋線、中央線、谷町線、千日前線）の全般・重要部検査も担当している。そのため、検査後は四つ橋線を他路線の車両が試運転で走行する。また、第2改修場にてこれらの車両の大規模改修工事も実施している。第三軌条方式ではない車両（堺筋線、長堀鶴見緑地線、今里筋線、ニュートラム）の一部の機器の検査も担当している。
検車場内は月検査線2線、列車検車線3線、随修線2線、車輪転削線1線が設置されている。
市電保存館があり、二階付電車や散水車を含む大阪市電の車両6両が保存されている。ただし、通常時は非公開である。
例年11月頃には緑木検車場内の公開イベントが行われている。

## 歴史
1972年（昭和47年）11月9日に、四つ橋線玉出駅 - 住之江公園駅間開通に伴い四つ橋線専用の検車場として開設された。
かつては大阪市営地下鉄の車両工場の機能は我孫子車両工場が担っていたが、御堂筋線の10両編成化が決定されると我孫子車両工場では容量不足となるため1986年（昭和61年）に当地に移転し緑木車両工場が開設された。
- 1972年（昭和47年）11月9日：緑木検車場開設。
- 1986年（昭和61年）：緑木車両工場開設。
- 1987年 (昭和62年）：我孫子検車場及び我孫子車両工場廃止に伴い、御堂筋線の車両の全般検査を開始。
- 1993年（平成5年）：市電保存館を敷地内に移設し、大阪市電の電車6両を保存。
- 1996年（平成8年）：四つ橋線の6両編成化に伴い検査棟を1両分延長。
- 2013年（平成25年）：第2改修場開設。
- 2016年（平成28年）：森之宮車両工場を統合し、中央線、千日前線、谷町線の車両の全般検査を開始。
- 2018年（平成30年）4月1日：大阪市交通局の民営化に伴いOsaka Metroへ譲渡。

## 所属車両
- 23系